# Glossosoma subaequale
Glossosoma subaequale là một loài Trichoptera trong họ Glossosomatidae. Chúng phân bố ở miền Cổ bắc.